# G・I・テイラー
サー・ジェフリー・イングラム・テイラー（Sir Geoffrey Ingram Taylor OM, 1886年3月7日 - 1975年6月27日）は、英国の物理学者、応用数学者。20代から80代までおよそ60年間にわたり独創的な研究を続け多岐にわたる成果を遺した流体力学・固体力学分野の大家である。テイラーのかつての学生で、その伝記を著したジョージ・バチェラーはテイラーを「今世紀(20世紀)の最も特筆すべき科学者の一人」としている。

## 生涯

### 生い立ち
現在はロンドンの一部となっている、ミドルセックス州セント・ジョンズ・ウッドに生まれる。
父エドワード・イングラム・テイラー (Edward Ingram Taylor) は画家で、主としてオーシャン・ライナー公室の装飾デザインにより生計をたてていた。風景画やイギリスの植物の鉛筆による細密画も遺されている。母マーガレット・ブール (Margaret Boole) は数学者の家系出身であった。テイラーの祖父はブール代数などに名を遺す高名な数学者ジョージ・ブールであり、叔母アリシア・ブール・ストットは4次元空間の多面体に業績のあるアマチュア数学者である。またジョージ・エベレストはテイラーの曾祖叔父(ジョージ・ブールの妻メアリーの叔父)にあたる。
1897年の王立研究所のクリスマス・レクチャーに参加して以来科学に志すようになる。友人とともにウィムズハースト式誘導起電機を自作し、それを使って母親の手のX線写真を撮ったりしていた。
1899年には少額の奨学金を得てユニヴァーシティ・カレッジ・スクールに進む。この頃には生涯にわたって愛したセーリングに熱中していた。叔父の家でホレース・ラムの著名な流体力学の教科書を見つけたとき、内容は理解はできなかったものの、帆船の仕組みを理解するのに使いたいと思ったものだと後にテイラーは回顧している。1904年から1905年には、大きさ約4メートルの帆船を（帆を母に縫ってもらった以外）独力で設計・製作し、テームズ川流域河口までの往復航行をしている。1905年卒業時の学校長の推薦書にはあたかもテイラーの将来を見通したかのような次の文言があった。
「私が最も感銘を受けたのは、実際的であれ机上の勉学であれ、ある課題を独力で解決する、その能力である。(中略)独創的な研究に卓越するであろうと彼以上に私が確信を持っていえる生徒はいまだかつていなかった。」
原文:"... what struck me most about him was his ability to work a subject out by himself, in practical work as well as in book work.  ... I have had no boy of whom I would say with more confidence that he was likely to excel in original research."
1905年にはケンブリッジ大学トリニティ・カレッジに進んだ。当初数学を専攻しアーネスト・バーンズ、A. N. ホワイトヘッド、 E. T. ウィッテカー、G. H. ハーディらの講義を受けていた。途中からG. F. C. サール、C. T. R. ウィルソン、J. J. トムソンらから物理学の講義を受けるようになり、1908年には優秀な成績を修めて奨学金を得た。これにより、トリニティカレッジとキャヴェンディッシュ研究所で研究を続ける道が開かれたのである。

### 研究者としての出発
テイラーの1909年に発表された第一論文は光の粒子・波動二重性についてのものである。この論文でテイラーは光源が非常に弱く、干渉の際に一つの光子しか存在しないような場合でも回折による干渉縞が生じることを実験的に示した。テイラーはガス灯の光をスリットに通し、針にあてそれを写真乾板にあてて露光させた。針による回折で写真乾板には干渉縞があらわれる。テイラーは煤でおおわれたガラス板を通すことによって光を弱め、それに応じて露光時間を長くした。最も弱めた場合の光量は標準的なロウソクを約1マイル（約1.6km）離れた位置に置いたときの光量に相当し、写真乾板を露光させる時間としてはおよそ3ヶ月が必要だった。テイラーはJ. J. トムソンが示したもののなかからこの研究テーマを選んだのであるが、後年その理由を「新しく手に入れたヨットで、露光している間に1か月の沿岸クルーズにでかけるためだった」としていた。光子が一つだけでも干渉現象が起きるという量子論の本質的な性質を簡単な装置で端的に示した実験であるが、テイラーは後に「純粋物理学を研究するキャリアには心魅かれるものがなかった」と述懐しており、その後の業績のほとんどは(量子論ではなく)古典論に関するものである。
続く衝撃波の構造を理論的に扱った論文は生涯にわたって研究を続けた流体力学分野でのテイラーの最初の論文である。この論文でテイラーはスミス賞を受賞し、1910年にはトリニティ・カレッジの特別研究員(fellowship)に選出された。

### 気象学・スコティア号・第一次世界大戦
1911年にテイラーは気象学の一分野である気象力学 (dynamical meteorology) のリーダー職(reader)に着任する。このポジションはマンチェスター大学の教授であったアーサー・シュスターが私財を投じ、当時多分に経験的な学問であった気象学に数学者を招き入れ解析的かつ定量的な研究を励行するため新設されたものであった。テイラーはそれまで気象学の研究経験はなかったのだが、着任後大気中の風の流れの分布などを観測し、乱流の等方性や温度、運動量の拡散への影響についての考察をはじめた。
1912年のタイタニック号が氷山に衝突し沈没した事故を受け、イギリス政府は1913年に複数の船舶会社と共同で氷山の位置を調べる観測船スコティア号(Scotia)を派遣した。スコティア号に気象学者として乗船したテイラーは船上から凧や気球を飛ばし、大気中の様々な高度での温度、風向、風速、湿度などを観測した。これらの観測結果によりテイラーは乱流による輸送現象についての理解をさらに深めることになる。初期に発表された論文としては、スコティア号の観測結果と他の船による海表面の気温のデータから大気中の温度、流れなどの分布を見積り、それを「渦による伝導度」(eddy conductivity)により説明した論文
がある。また、この論文では乱流による輸送を分子運動によるそれになぞらえたときの平均自由行程の役割を果す混合距離 (mixing length) の概念がプラントルに先駆けること10年で導入されている。この頃テイラーは大気中の乱流についての懸賞論文"Turbulent motion in fluids"（「流体中の乱流運動」）をケンブリッジ大学に提出し、アダムズ賞を1915年に受賞している。
1914年8月4日第一次世界大戦の勃発を受け、同月6日よりテイラーはファーンボロのロイヤル・エアクラフト・ファクトリで軍用研究に携わった。ここでテイラーは航空工学の黎明期に関わることになった。当時のファーンボロにはメルヴィン・オゴーマンの指揮下にエドワード・テシュメーカー・バスク、ヘンリー・ケーブブラウンケーブ、F. W. アストン、フレデリック・リンデマン、ウィリアム・スコット・ファレン(William Scott Farren)、ハーマン・グロワート、R. H. ファウラー、G. P. トムソン、メルヴィル・ジョーンズ、A. A. グリフィスなどがいた。軍用研究の多くは航空機に取り付ける装置の設計に関するものだった。機器を用いるパイロットとやりとりするよりも自らが機器を操作した方が効率が良いと判断したテイラーは、一旦ファーンボロでの科学者としての任務を離れてイギリス陸軍航空隊に練習生として入隊し、飛行機の操縦およびパラシュート降下を学んだ。ファーンボロに戻ったテイラーは真っ先に自分で飛行機を操縦しながら翼に取り付けた(自らの設計した)機器によって飛行中の翼周辺の圧力分布を測定している。圧力分布を積分すれば翼による揚力がわかるのだが、当時は揚力についての理解はまだ始まったばかりであり、風洞と模型による測定が実際の航空機について適用可能かどうかも未確定であった。そのため実際の飛行中のデータは貴重なものであった。実機によるこの種の測定を実行したのは恐らくテイラーが初めてである。その後テイラーに倣ってファーンボロの科学者の一部は飛行機の操縦を学んだという。またプロペラシャフトの強度に関する研究をグリフィスとともに行なっている。これは後のテイラーの固体物理学への貢献、すなわち転位(dislocation)に関する理論・実験のきっかけとなるものだった。
1917年にはファーンボロを離れイギリス陸軍航空隊の気象学に関する顧問 (advisor) となり、夜間飛行の訓練などに関わった。
この時期にはスコティア号遠征時に得られたデータを用いた霧の発生の研究や乱流に関する論文、また回転流体中の物体の運動に関する(テイラーにとって最初の)論文を発表している。
大戦後、テイラーは学問の世界にすぐには戻らず、世界初の無着陸大西洋横断飛行を競う『デイリー・メール』主催のレースにハンドレページ社のチームの一員として参加した。テイラーの役割は天測航法をナビゲータに教えることと気象観測だった。チームの他のメンバーはパイロットハーバート・ブラックリー、ナビゲータートリグヴェ・グラン(Tryggve Gran)とマーク・カーで、ほとんどの取りまとめを行なった技術者は後にカナダ空軍の技術部門を統括することになるアーネスト・ウォルター・ステッドマン (Ernest Walter Stedman) であった。各チームはニューファンドランド島に集まりハンガーや機体の組み立てから始めた。ハンドレページの機体は他社のものよりも大きかったため完成に時間がかかり、テスト飛行を完遂する前にパイロットジョン・オールコック・ナビゲーターアーサー・ウィッテン・ブラウンによるヴィッカース社のチームが大西洋横断に成功した（オールコックとブラウンによる大西洋横断飛行参照）。そのためハンドレページ社のチームは結局大西洋横断を取り止め、ニューヨークまで飛行するに留まった。

### 王立研究協会研究教授
1919年10月にテイラーはトリニティ・カレッジに戻り、講師 (lectureship) 職に就いた。このときにテイラーはキャヴェンディッシュ研究所所長だったアーネスト・ラザフォードに出会い、友人となった。テイラーの居室はラザフォードの部屋の隣りに定められた。
ケンブリッジに戻ってからは主として海洋学（特に潮汐現象への乱流の影響）や、回転流体中の物体の移動の問題について研究した。また乱流中の拡散現象を時間についてのランダムな関数を使って記述する先駆的な論文を著している。
1923年には王立協会の研究教授職であるヤーロー研究教授 (Yarrow Research Professor) に任命された。ヤーロー研究所職には教育義務や管理業務に携わる義務はなく、むしろ年間所定時間以上講義をしてはならないとされていた。テイラーは講義をするのに特に向いているわけでも、好んでいたわけでもなかったという。
研究教授職には研究への補助が付帯しており、それによりテイラーは技術助手 (technician) ワルター・トンプソン (Walter Thompson) を雇うことができた。トンプソンはその後40年ほどの長きにわたりテイラーに仕えた。トンプソンはテイラーの簡単なスケッチのみから適切な実験装置を組み上げることができたという。
私生活の面では、テイラーは1925年にバーミンガムの学校教師であったステファニー・レイヴンヒル (Stephanie Ravenhill) と結婚した。2人の間に子供は生まれなかったものの共通の趣味であるセーリングを共に楽しみ、結婚生活はステファニーが1967年に死去するまで続いた。
研究教授となってから、第二次世界大戦関連の軍用研究に携わるようになった1939年頃までの時期は、テイラーの生涯を通じても最も充実した時期の一つであったと言える。この時期の初め頃に書かれたはテイラーの論文のなかでも最も著名なものの一つであり、回転する(中心軸を共有する)筒状の壁二つの間の定常的な流れ(テイラー・クエット流)の安定性を解析したものである。
またテイラーの代表的な業績である流体力学での等方乱流の統計的理論および固体力学での塑性に関する一連の研究が行なわれたのもこの時期である。
塑性の転位理論は1934年、マイケル・ポランニー、エゴン・オロワンとほぼ同時期に金属、岩塩などの塑性変形(plastic deformation)のメカニズムが転位(dislocation)によって理解できることを明らかにしたものである。テイラーの研究のポランニー、オロワンのそれと異なる点としては加工硬化の定量的な理解が含まれていたことが挙げられる。ここでテイラーは1905年頃のアントン・ティンペとヴィト・ヴォルテラによる、連続的な弾性体を記述する方程式の多価性を持つ解に関する研究を応用している。テイラーのこの研究はその後の分野の発展に大きな影響力があったとされる。 

### マンハッタン計画
第二次世界大戦中もテイラーは専門知識を生かし、水中爆発および大気中での爆風伝播などの軍用研究に携わった。1944年から1945年にかけてはマンハッタン計画へのイギリスからの派遣団の一員として合衆国に派遣された。ロス・アラモスでは核兵器、特に長崎に投下されたプルトニウム爆弾の爆縮不安定性 (implosion instability) の問題を解決するのに手を貸した。 
テイラーは1945年7月16日、レズリー・グローヴス将軍の「VIPリスト」10人の一人として爆発実験塔 (shot tower) から北西32 kmに位置するCompania Hillからトリニティ実験を観測した。奇しくもマンハッタン計画には（テイラーと同じく）数学者ジョージ・ブールの直系の子孫であるジョアン・ヒントンも参加しており、非公式な立場ながらもトリニティ実験を目撃していた。テイラーとヒントンはその折に邂逅しているが、その後の人生は全く異なるものであった。ヒントンは核兵器に強く反対する立場をとり、毛沢東政権下の中国に亡命した。一方テイラーは生涯を通じ、政府の方針への関与は科学者への付託を越えるとの立場をとっていた。
1950年出版された2つの論文はそのトリニティ実験に関係している。第一の論文は実際には1941年に書かれていたものだが、当時は機密として出版されなかった。この論文では次元解析などにより、爆発の際生じる火球のサイズが時間の関数としてどのように振る舞うかを見積っている。第二論文では、その2年前に機密指定が解かれていた実験の（爆発の瞬間からの時間と火球のサイズの情報を含む）連続高速写真を用いて、それが第一論文の理論式とよく一致することを確認し、さらに爆発によって生じた全エネルギーをTNT換算で評価した。論文では16.8ktと(過大に評価した場合の)23.7ktとの二つの見積を与えている。これらの値は後に公表された当局による全エネルギー評価 21ktと良く一致している。爆発の全エネルギーはテイラーの論文が発表された当時、当局は機密指定としていた。

### その後
テイラーは戦後も研究を続け、航空工学研究委員会の委員を務め、超音速航空機の開発にも携わった。1952年に公式には引退したものの、その後20年間、簡単な備品でも調べられるような問題に対象を絞り研究を続けた。
この時期の業績も多岐にわたる。その一つに流体の体積粘性率（bulk viscosity, second viscosityとも）についての成果がある。テイラーはで気体の泡を含む非圧縮性の流体を考察した。この流体がひろがる過程で生じる泡の散逸は液体のずり粘性で決まり、これにより体積粘性率を簡単に計算できるのである。他にも管中の流れでの進行方向(longitudinal)への散逸、多孔質(porous)の面中の流体の運動、シート状の流体のダイナミクスについての研究がある。
テイラーの研究には、彼の人生をかたどる様々な要素が顔を出すことがしばしばある。テイラーは生涯にわたってセーリングを愛したのであるが、それは研究上の大気、水の運動への圧倒的興味、それに根差して研究対象となった単細胞水性生物の運動や天候と関連している。1930年代には当時使われていたどんなものよりも強力で使い易い'CQR'型の錨 を発明している。
'CQR'型錨は水上機などの様々な小型船舶に広く使われていた。
晩年の成果としては1969年、83歳のときに出版された彼がかつて興味を持っていた雷雲の電気的性質についてのものがある。この論文では雷雲の電気的現象を電導性の流体のジェットが電場により駆動される現象で理解しようとしている。その様なジェットを発する際に流体は円錐状になるのだが、この円錐はテイラーの名を冠してテイラーコーンと呼ばれる。
1972年卒中の発作により実質的に研究生活を終えることを余儀なくされる。最後の研究論文は1973年87歳のときに出版された。1975年ケンブリッジにて死去。高弟バチェラーはテイラーを回顧してこう述べている。
G. I. テイラーは幸福な人であった。長い人生を自らが最も成したいことに捧げ、そしてそれをこの上もなく見事に成した。彼は生れついての科学者であり、その性格と営みは完全に調和していた。そのために彼の創造的能力は最も完全な形で生かされたのである。(原文:G. I. Taylor was a happy man who spent a long life doing what he wanted most to do and doing it supremely well. He was a natural scientist whose character and activities were perfectly matched, and that allowed the fullest use of his creative talents. )

## 栄誉・受賞
テイラーの業績は大学、団体などから多くの栄誉や賞により認められている。1944年には騎士ナイト位を、1969年にはメリット勲章(Order of Merit, OM)を叙勲された。1919年には王立協会フェローに選出され、同協会より1923年にベーカリアン・メダル、1933年にロイヤル・メダルを、1944年にはコプリ・メダル、1951年にはサイモンズ・ゴールドメダルを授与されている。また、アーヘン大学(1930年)、リヴァプール大学(1933年)、オックスフォード大学(1938年)、ケンブリッジ大学(1957年)、パリ大学(1961年)、ミシガン大学(1967年)などから名誉学位を授与されている。
他にテイラーを名誉会員・フェローに選出した団体としては、エジンバラ王立協会(1938年)、アメリカ航空宇宙学会の前身団体の一つであるアメリカ航空科学会(Institute of Aeronautical Sciences of America)(1939年)、英国機械学会(1945年)、米国科学アカデミー(1945年)、フランス科学アカデミー(1946年)、英国金属学会(Institute of Metals, en:Institute of Materials, Minerals and Miningの前身団体の一つ)(1947年)、王立航空協会(1948年)、アッカデーミア・デイ・リンチェイ(1951年)、イギリス土木学会(1955年)、アメリカ哲学協会(1955年)、アメリカ芸術科学アカデミー(1956年)、アメリカ航空宇宙学会(1963年)、ソビエト社会主義共和国連邦科学アカデミー(1966年)、アメリカ機械学会(1967年)などが挙げられる。
その他の受賞歴としては、Hawksley Medal(英国機械学会、1918年)、ユーイング・メダル(イギリス土木学会, 1940年)、功労賞(アメリカ) (アメリカ合衆国、1946年)、サイモンズ・メダル(Symons Medal) (英国王立気象学会、 1951年)、ゴールド・メダル(王立航空協会、1954年)、ヴィルヘルム・エクスナー・メダル(1954年)、ド・モルガン・メダル(ロンドン数学会、1956年)、ティモシェンコ・メダル(アメリカ機械学会、1958年)、ケルヴィン・メダル(イギリス土木学会、1959年)、フランクリン・メダル(en:Franklin Institute, 1962年)、プラチナ・メダル(英国金属学会、 1964年)、ジェイムズ・ワット・メダル(英国機械学会、1965年)、フォン・カルマン・メダル(米国土木学会、1969年)、A・A・グリフィス賞・メダル(英国金属学会、1969年)、フォン・カルマン賞(Society for Industrial and Applied Mathematics, SIAM, 1972年)がある。

## 著書
- Taylor, Geoffrey Ingram, Sir, Scientific papers. Edited by G.K. Batchelor, Cambridge University Press 1958–71. (Vol. 1. Mechanics of solids – Vol. 2. Meteorology, oceanography, and turbulent flow – Vol. 3. Aerodynamics and the mechanics of projectiles and explosions – Vol. 4. Mechanics of fluids: miscellaneous papers).